# Successione a causa di morte

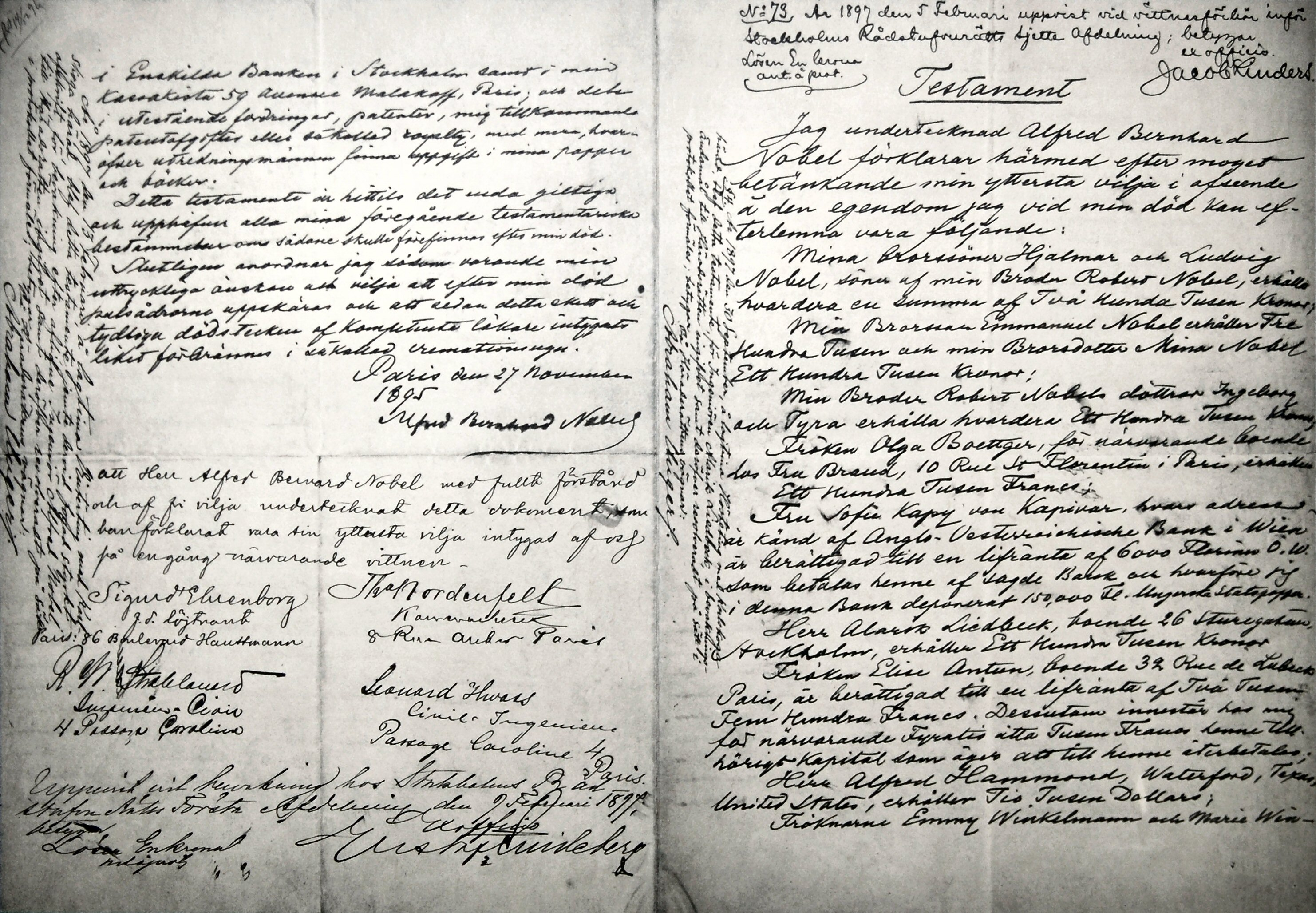
Il testamento di Alfred Nobel

La successione a causa di morte (nota anche con la locuzione italo-latina successione mortis causa) è l'istituto giuridico in virtù del quale uno o più soggetti subentrano nella titolarità di un patrimonio o di singoli diritti patrimoniali al precedente titolare, il de cuius, a seguito della morte di quest'ultimo.
Comunemente si dice che la successione a causa di morte riguarda i beni del defunto; si tratta, però, di un'imprecisione, in quanto la successione riguarda il patrimonio del defunto o singoli diritti che lo compongono, tra i quali rientrano, naturalmente, anche i diritti reali, in primo luogo la proprietà di beni, che solitamente hanno un rilievo preponderante.
La successione mortis causa è regolata da norme che, nel loro insieme, costituiscono il diritto successorio, ramo del diritto civile. Tali norme sono generalmente contenute nel codice civile, in quegli ordinamenti che ne hanno uno.

## Eredi e legatari
I soggetti che subentrano nella titolarità del patrimonio o di una quota del patrimonio del de cuius prendono il nome di eredi, quelli che invece subentrano nella titolarità di singoli diritti, siano essi reali o di credito, prendono il nome di legatari. Mentre il de cuius è necessariamente una persona fisica, eredi e legatari possono anche essere persone giuridiche. lI patrimonio o la quota di patrimonio attribuita all'erede prende il nome di eredità; si parla, invece, di asse ereditario (o massa ereditaria) con riferimento al patrimonio del de cuius nel suo complesso.
Negli ordinamenti di civil law l'erede subentra, per intero o in ragione di una quota, in tutti i rapporti giuridici, attivi e passivi, del de cuius, assumendosi quindi tanto i diritti, quanto gli obblighi; si ha, quindi una successione a titolo universale. Nel caso del legatario, invece, si ha una successione a titolo particolare, non diversamente da quanto avviene in caso di trasferimento del diritto tra vivi.
Fuori dal linguaggio giuridico, il termine "legatario" è raramente utilizzato, sicché si parla impropriamente di eredi (e di eredità) in senso lato, facendovi rientrare anche i legatari.

## Individuazione degli eredi e legatari

### Successione testamentaria e legittima
Gli eredi e i legatari possono essere stati individuati (o, come si suol dire, istituiti) dallo stesso de cuius, quando era ancora in vita, con un apposito negozio giuridico che prende il nome di testamento: è questa la cosiddetta successione testamentaria. In mancanza di testamento, gli eredi sono individuati dalla legge nelle persone del coniuge e di coloro che intrattengono i più stretti rapporti di parentela con il de cuius: si parla, in questo caso, di successione legittima (o successione ab intestato). Si noti che, a differenza degli eredi, i legatari possono essere designati solo con testamento; la disposizione testamentaria che li individua prende il nome di legato.

### Quota di riserva
Nella maggior parte degli ordinamenti, con la notevole eccezione del Regno Unito (esclusa la Scozia) e di gran parte dei paesi del Commonwealth, la libertà di disporre con testamento del proprio patrimonio è limitata dall'esistenza di una quota di riserva, generalmente a favore del coniuge,  dei discendenti e degli ascendenti: costoro (detti legittimari) hanno diritto a una determinata quota del patrimonio del defunto (sistema della quota fissa, adottato, ad esempio, in Italia, Francia, Belgio, Norvegia, Spagna e Portogallo) o di quanto avrebbero ricevuto in caso di successione legittima (sistema della quota mobile, adottato, ad esempio, in Austria, Germania, Grecia, Paesi Bassi, Danimarca e Svizzera). Si parla, in questi casi, di successione necessaria. La parte del patrimonio del de cuius che non rientra nella quota di riserva prende il nome di quota disponibile.
In qualche ordinamento (ad esempio, Repubblica Ceca e Slovacchia)  il mancato rispetto della riserva determina l'invalidità del testamento. In altri ordinamenti, invece, il testamento rimane valido, ma è data ai legittimari un'azione di riduzione, volta far valere un diritto reale sulla quota del patrimonio loro spettante; in alcuni di questi ordinamenti (ad esempio, Italia, Belgio, Francia e, fino al 2002, Paesi Bassi) l'azione può colpire retroattivamente anche i beni nel frattempo acquistati da terzi, mentre in altri (ad esempio, Grecia e Svizzera) ciò non è possibile. Infine, in un terzo gruppo di ordinamenti (tra cui Austria, Germania, Portogallo e, fino al 2002, Paesi Bassi), i legittimari hanno semplicemente un diritto di credito nei confronti degli eredi testamentari, che esclude la possibilità di azione nei confronti del terzo acquirente.
Diverso è anche l'atteggiamento degli ordinamenti circa la rinuncia alla quota di riserva da parte del legittimario, con il de cuius ancora in vita: tende a essere esclusa dagli ordinamenti che si rifanno al Code Napoléon (è così, ad esempio, in Italia, Belgio e, fino al 2006, Francia), mentre è ammessa dagli ordinamenti che si rifanno alla codificazione germanica (Germania, Austria, ecc., ma non la Grecia) e da quelli dei paesi nordici, nonché, a seguito di una riforma legislativa del 2006, dall'ordinamento francese.

### Patti successori
In vari ordinamenti è consentita la stipulazione di convenzioni, dette patti successori, con le quali una parte attribuisce all'altra la qualità di erede o legatario (cosiddetto patto successorio istitutivo) oppure si obbliga a formulare il proprio testamento in un certo modo o a non revocare un testamento. In linea di massima, gli ordinamenti che si rifanno al Code Napoléon tendono a vietare i patti successori di ogni tipo, come nel caso dell'Italia, mentre altri ordinamenti di civil law hanno un atteggiamento di minore chiusura: ad esempio, il patto successorio istitutivo è ammesso in Austria, Svizzera e Germania (dove prende il nome di Erbvertrag, letteralmente 'contratto ereditario'). Gli ordinamenti di common law non conoscono il patto successorio istitutivo, ma consentono il contract to make a will (contratto a fare un testamento) e il contract not to revoke a will (contratto a non revocare un testamento).

### Indegnità e diseredazione
L'indegnità è un istituto che risale al diritto romano ed è giunto fino agli ordinamenti attuali: in base a esso, coloro che hanno arrecato gravi offese (come l'omicidio) alla persona del de cuius o hanno gravemente leso la sua libertà di fare testamento, non possono essere suoi eredi o legatari. L'indegnità opera a prescindere dalla volontà del de cuius, in quanto risponde a un'esigenza di interesse pubblico, ripugnando alla coscienza sociale che possa succedere al defunto chi ha tenuto certi comportamenti nei suoi confronti.
A differenza dell'indegnità, la diseredazione opera a seguito di una dichiarazione di volontà espressa dal de cuius nel testamento (cosiddetta disposizione negativa) ed esclude dalla possibilità di essere erede chi avrebbe altrimenti potuto esserlo in virtù della successione legittima. La diseredazione in senso stretto si distingue dalla preterizione, che si ha quando il testatore ha lasciato ad altri, ma nulla a un soggetto che sarebbe stato suo erede in virtù della successione legittima.
Anche la diseredazione, come l'indegnità, risale al diritto romano, ma ha ricevuto diversa accoglienza negli ordinamenti attuali. Essa, infatti, non era stata recepita dal Code Napoléon e tutt'oggi alcuni ordinamenti che si rifanno a quel codice, come l'Italia e la Francia, l'ammettono solo nella misura in cui non priva i legittimari della quota loro riservata. La diseredazione è, invece, ammessa da altri ordinamenti di civil law (Spagna, Germania, Austria, Svizzera, Grecia, ecc.) e dagli ordinamenti di common law, anche nei confronti di eventuali legittimari ricorrendo una giusta causa o gravi motivi.

## Delazione dell'eredità
Gli ordinamenti di civil law vedono nella successione la continuazione della persona del defunto attraverso gli eredi, secondo una concezione che risale al diritto romano. In questi ordinamenti, l'erede - se non accetta l'eredità con beneficio di inventario - subentra direttamente nella titolarità del patrimonio del defunto, con la conseguente confusione tra il proprio patrimonio e quello del de cuius: dovrà così farsi carico dei debiti di quest'ultimo e dovrà dare ai legatari quanto loro assegnato dal testatore. Si parla, in questi casi, di delazione diretta dell'eredità.
In alcuni ordinamenti che adottano il regime di delazione diretta, come Francia, Germania, Belgio, Grecia, Svizzera e Paesi Bassi, l'erede subentra nel patrimonio del defunto al momento stesso dell'apertura della successione, salvo intervenga, da parte sua, un negozio giuridico di rinunzia all'eredità: si parla, in questi casi, di delazione immediata. Al contrario, in altri ordinamenti, tra i quali l'Italia e la Spagna, l'erede subentra nel patrimonio solo nel momento, successivo all'apertura della successione, in cui interviene da parte sua un negozio giuridico di accettazione dell'eredità; si parla, allora, di delazione differita. Una variante di quest'ultima si ha in quegli ordinamenti, come quelli vigenti in Austria, Danimarca e Norvegia, nei quali l'accettazione è condizione necessaria ma non sufficiente per la delazione, essendo altresì necessario un provvedimento giurisdizionale, adottato in esito a un apposito procedimento (cosiddetta ventilazione ereditaria), nel corso del quale l'erede deve provare il suo diritto all'eredità.
Al contrario degli ordinamenti di civil law, gli ordinamenti di common law adottano un regime di delazione indiretta. In questi ordinamenti, infatti, non si ha un passaggio diretto dei diritti e doveri a eredi e legatari: il patrimonio del de cuius passa nelle mani di un personal representative nominato dall'autorità giudiziaria (che prende il nome di executor, se era stato designato nel testamento, o di administrator negli altri casi), il quale, dopo aver soddisfatto i creditori del de cuius, attribuisce l'eventuale attivo residuo agli eredi e legatari, secondo le disposizioni del testamento (se è stato fatto); sugli eredi non grava, quindi, alcun obbligo per i debiti del defunto. Ne segue che, in questi ordinamenti, le nozioni di accettazione, rifiuto o accettazione con beneficio d'inventario dell'eredità sono prive di significato, così come la stessa nozione di erede è ben diversa da quella degli ordinamenti di civil law.

## Nel mondo

### Italia
Nell'ordinamento italiano la disciplina della successione a causa di morte è contenuta essenzialmente nel Codice civile, che dedica all'istituto il Libro II (rubricato "Delle successioni"). Alle disposizioni generali, contenute nel Titolo I, seguono la disciplina della successione legittima (Titolo II) e della successione testamentaria (Titolo III), mentre gli ultimi due titoli trattano della divisione e delle donazioni.